# Tóixkivka
Tóixkivka (en ucraïnès: Тошківка, en rus: Тошковка, Tóixkovka) és un assentament urbà de l'óblast de Luhansk a Ucraïna. L'assentament es troba ocupat per Rússia des del 20 de juny del 2022, essent administrat com a part de la República Popular de Luhansk. El 2019 tenia 4.031 habitants.

## Història
Tóixkivka fou fundada el 1871 com un assentament de treballadors per a les mines de carbó acabades d'establir a terres que es van lliurar com a propietat de rang a l'oficial serbi Toixkovic, i a partir del seu cognom es formà el nom de l'assentament. El territori està habitat per serbis, croats, camperols ucraïnesos de la riba dreta del Dniéper i de les províncies centrals de l'Imperi Rus.
El 1938 rebé l'estatus d'assentament de tipus urbà.
Durant la Segona Guerra Mundial, Tóixkivka estigué ocupada per l'exèrcit alemany des de la tardor de 1941 fins a la tardor de 1943. Al voltant de mil habitants locals participaren en les hostilitats i 220 varen morir.
El 1968, a l'assentament operava l'administració de la mina No. 14, la mina de carbó No. 5, un hospital amb 50 llits, una escola secundària, una escola de vuit anys, dues biblioteques, un campament pioner i dos clubs.
L'abril del 2014, després de les protestes prorusses, les forces de Lugansk van ocupar temporalment el poble fins que quedà ocupat per les tropes ucraïneses entre el 26 i el 27 de juliol del 2014. El 2014, durant la Guerra al Donbàs, hi hagué diversos atacs dels prorussos al lloc. Fins al 7 d'octubre del 2014 l'assentament era part del municipi de Pervomaisk, però després fou incorporat al districte de Popàsnaia. El 2015 es retirà el monument de Lenin de la vila.
Tóixkivka ha estat un teatre de guerra durant la invasió russa d'Ucraïna el 2022. El 12 de juny del 2022, les Forces Armades de Rússia afirmaren haver pres el control de l'assentament i el seu alliberament. El 21 de juny, Ucraïna admeté que havia perdut el control de Tóixkivka, al·legant que quedà ocupada per Rússia el 20 de juny.